# Захаров, Александр Григорьевич (художник)
Александр Григорьевич Захаров (20 августа 1756 — 19 июня 1808) — живописец и смотритель Императорского фарфорового завода. Происходил из «художнических детей». Обучался живописи в Императорской академии художеств с 1764 по 1772 год, причем специализировался на «живописи миниатюрной», так как предстоящая работа на фарфоровом заводе требовала главным образом владения этой техникой.
После окончания Академии, поступил на работу на Императорский фарфоровый завод. В 1775 году был командирован в Москву, где выполнил какое-то поручение. В 1778 году скопировал картину по заказу Екатерины II, и, в награду за это, а также за прежнюю командировку 1775-го года, получил от императрицы 2 000 рублей.
С 1779 года Захаров имел статус «назначенного в академики» ИАХ. С 1793 года Захаров был главным смотрителем живописной части завода (главным художником) и членом заводоуправления (заводской конторы). На этой должности, по всей видимости, оставался вплоть до смерти. В дореволюционном словаре РБС отмечается, что в то время, когда художественной частью на ИФЗ руководил Захаров, там был создан «ряд высокохудожественных вещей, которые очень ценились не только у нас в России, но и при заграничных дворах».